# Василе Дегеляну
Василе Дегеляну (рум. Vasile Deheleanu, 12 серпня 1910, Тімішоара, Австро-Угорщина — 30 квітня 2003) — румунський футболіст, що грав на позиції півзахисника, зокрема, за клуб «Ріпенсія», а також національну збірну Румунії.
Чотириразовий чемпіон Румунії. Дворазовий володар Кубка Румунії.

## Клубна кар'єра
У футболі дебютував 1927 року виступами за команду «Політехніка» з Тімішоари, в якій провів один сезон.
Протягом 1931—1932 років захищав кольори «Решиці».
1932 року перейшов до клубу «Ріпенсія», за який відіграв 7 сезонів.  Завершив професійну кар'єру футболіста виступами за «Ріпенсію» у 1939 році.
Всього зіграв на вищому рівні 73 матчі, забив 5 голів

## Виступи за збірну
1934 року дебютував в офіційних матчах у складі національної збірної Румунії. Протягом кар'єри у національній команді, яка тривала 2 роки, провів у її формі 5 матчів.
У складі збірної був учасником чемпіонату світу 1934 року в Італії де зіграв в матчі 1/8 фіналу проти Чехословаччини (1-2).
Помер 30 квітня 2003 року на 93-му році життя. На момент смерті був єдиним живим румунським збірником з тих, що брали участь хоча б в одному з перших трьох чемпіонатів світу.

## Титули і досягнення
- Чемпіон Румунії (4):

«Ріпенсія»: 1932-1933, 1934-1935, 1935-1936, 1937-1938
- Володар Кубка Румунії (2):

«Ріпенсія»: 1933-1934, 1935-1936